# Instituut voor Natuur- en Bosonderzoek
Het Instituut voor Natuur- en Bosonderzoek, doorgaans afgekort als INBO, is het Vlaams onderzoekcentrum voor natuur. Het valt onder het beleidsdomein Leefmilieu, Natuur en Energie (LNE) van de Vlaamse overheid. Het INBO is het onafhankelijk onderzoeksinstituut van de Vlaamse overheid dat via toegepast wetenschappelijk onderzoek, data- en kennisontsluiting het biodiversiteitsbeleid en -beheer onderbouwt en evalueert.
Het INBO maakt deel uit van nationale en Europees georganiseerde netwerken van onderzoekinstituten die organisaties voor natuurbeheer, bosbouw, landbouw, jacht en visserij ondersteunen, maar is er ook voor het grote publiek om informatie te geven over deze onderwerpen. Er werken ongeveer 270 mensen.
Zo verschaft het INBO onder andere informatie over broedvogels in Vlaanderen, waar in Nederland vergelijkbare informatie door SOVON wordt verstrekt.

## Geschiedenis
Het Instituut voor Natuur- en Bosonderzoek (INBO) werd in het kader van Beter Bestuurlijk Beleid opgericht als een intern verzelfstandigd agentschap zonder rechtspersoonlijkheid bij besluit van 23 december 2005 (met inwerkingtreding op 1 april 2006). Het ontstond uit de samenvoeging van het Instituut voor Bosbouw en Wildbeheer met het Instituut voor Natuurbehoud (IN), dat was opgericht als Vlaamse wetenschappelijke instelling bij besluit van 17 juli 1985 en geleid werd door professor Kuijken.
In december 2017 verhuisde het instituut van de Kliniekstraat 25 in Anderlecht naar het Herman Teirlinckgebouw op de site van Thurn en Taxis in Brussel.

## Administrateur-generaals
- Eckhart Kuijken (1985–2007), vanaf 1985 bij het IN, vanaf 2006 bij het INBO
- Jurgen Tack (2007–2015)
- Maurice Hoffmann (2015–2023), waarnemend administrateur-generaal
- Hilde Eggermont (2023–heden)